# Csenge Fodor
Csenge Réka Fodor (* 23. April 1999 in Keszthely, Ungarn) ist eine ungarische Handballspielerin, die für den ungarischen Erstligisten Győri ETO KC aufläuft.

## Karriere

### Im Verein
Fodor spielte anfangs Handball in ihrer Geburtsstadt und wechselte anschließend nach Veszprém. Später schloss sie sich der Nemzeti Kézilabda Akadémia (kurz NEKA) an, eine von Lajos Mocsai initiierte nationale Handballakademie. Zur Saison 2017/18 unterschrieb die Außenspielerin einen Vertrag beim ungarischen Erstligisten Győri ETO KC. Mit Győr gewann sie 2018, 2019, 2022, 2023 und 2025 die ungarische Meisterschaft, 2018, 2019 und 2021 den ungarischen Pokal sowie 2018, 2019, 2024 und 2025 die EHF Champions League.

### In Auswahlmannschaften
Fodor gehörte dem Kader der ungarischen Jugendnationalmannschaft an, mit der sie bei der U-17-Europameisterschaft 2015 den dritten Platz belegte. Anschließend lief Fodor für die ungarische Juniorinnenauswahl auf, mit der sie bei der U-19-Europameisterschaft 2017 die Bronzemedaille und bei der U-20-Weltmeisterschaft 2018 die Goldmedaille gewann. Mittlerweile gehört sie dem Kader der ungarischen A-Nationalmannschaft an. Fodor rückte kurz vor dem Beginn der Weltmeisterschaft 2021 für Nadine Schatzl, deren Corona-Test positiv war, in das ungarische Aufgebot. Fodor wirkte in sechs Turnierspielen mit, in denen sie ein Tor warf.

## Privatleben
Fodor ist mit ihrer Mannschaftskollegin bei Győri ETO KC, der brasilianischen Handballspielerin Bruna de Paula liiert.